# Erik Arvidsson
Erik Arvidsson (3 settembre 1996) è uno sciatore alpino statunitense.

## Biografia
Erik Arvidsson, originario di Woodside, ha esordito nel Circo bianco il 4 agosto 2011 disputando uno slalom gigante valido come gara FIS a Treble Come e giungendo 5º. In Nor-Am Cup ha esordito il 24 novembre 2012 nello slalom speciale di Loveland, giungendo 33º, e ha ottenuto i suoi primi podi il 14 dicembre 2014 vincendo il supergigante e la combinata disputati nella stessa giornata sulle nevi canadesi di Panorama. Ai Mondiali juniores di Soči/Roza Chutor 2016 ha conquistato la medaglia d'oro nello discesa libera; ha esordito in Coppa del Mondo il 13 dicembre 2020 a Val-d'Isère nella medesima specialità (54º) e ai Campionati mondiali a Courchevel/Méribel 2023, dove si è piazzato 17º nella discesa libera e 9º nella combinata. Non ha preso parte a rassegne olimpiche.

## Palmarès

### Mondiali juniores
- 1 medaglia:
  - 1 oro (discesa libera a Soči/Roza Chutor 2016)

### Coppa del Mondo
- Miglior piazzamento in classifica generale: 93º nel 2023

### Coppa Europa
- Miglior piazzamento in classifica generale: 16º nel 2021
- 2 podi:
  - 2 vittorie

#### Coppa Europa - vittorie
| Data             | Località    | Paese   | Specialità |
| ---------------- | ----------- | ------- | ---------- |
| 26 gennaio 2021  | Orcières    | Francia | DH         |
| 25 febbraio 2021 | Sella Nevea | Italia  | DH         |

Legenda:

DH = discesa libera

### Nor-Am Cup
- Miglior piazzamento in classifica generale: 3º nel 2016
- Vincitore della classifica di discesa libera nel 2023
- Vincitore della classifica di supergigante nel 2016
- Vincitore della classifica di combinata nel 2015 e nel 2016
- 20 podi:
  - 6 vittorie
  - 6 secondi posti
  - 8 terzi posti

#### Nor-Am Cup - vittorie
| Data             | Località           | Paese       | Specialità |
| ---------------- | ------------------ | ----------- | ---------- |
| 14 dicembre 2014 | Panorama           | Canada      | SG         |
| 14 dicembre 2014 | Panorama           | Canada      | KB         |
| 11 febbraio 2016 | Whiteface Mountain | Stati Uniti | SG         |
| 22 marzo 2017    | Sugarloaf          | Stati Uniti | SG         |
| 8 dicembre 2022  | Copper Mountain    | Stati Uniti | DH         |
| 22 marzo 2023    | Whistler           | Canada      | DH         |

Legenda:

DH = discesa libera

SG = supergigante

KB = combinata

### Campionati statunitensi
- 6 medaglie:
  - 3 argenti (supergigante nel 2020; slalom speciale nel 2021; supergigante nel 2023)
  - 3 bronzi (supergigante nel 2016; discesa libera nel 2020; discesa libera[1] nel 2022)

### Campionati statunitensi juniores
- 1 oro (slalom speciale nel 2014)[senza fonte]